# Escut de les Filipines
L'escut de les Filipines exhibeix els símbols del país, que també formen part de la bandera nacional: el sol amb huit rajos gruixuts (en representació de les províncies que van iniciar la revolta contra el domini colonial espanyol) i setze de més estrets, i les tres estreles de cinc puntes, símbol dels grups d'illes més importants del país: Luzon, les Visayas i Mindanao.
A les dues particions verticals de l'escut estan col·locats els símbols al·lusius als països que van controlar les Filipines: l'àguila de cap blanc dels Estats Units i el lleó rampant de l'antic Regne de Lleó que figura a l'escut d'Espanya. El lleó, a l'escut filipí, té els esmalts alterats (és d'or sobre un camper de gules, mentre que a l'escut espanyol apareix representat de porpra sobre un camper d'argent).
El disseny de la versió actual de l'escut de la República de les Filipines, que va entrar en vigor el 3 de juliol de 1946, és molt semblant a l'adoptat el 1940.

## Blasonament
L'escut de les Filipines té el camper partit d'atzur i de gules, amb el cap d'argent i un escussó ovalat del mateix metall sobre el tot. A la partició d'atzur, una àguila d'or amb cap d'argent, armada d'or, que es mostra amb les ales esteses subjectant amb les urpes una branca de llorer i un feix de sagetes. A la partició de gules, un lleó rampant d'or linguat, ungulat i armat del mateix metall. El cap, d'argent, és carregat amb tres estreles de cinc puntes d'or malordenades. A l'escussó, també d'argent, hi ha un sol d'or amb vint-i-quatre rajos, huit de més gruixuts.
Per davall de l'escut figura, en una cinta d'argent, la denominació oficial del país en tagal: Republika ng Pilipinas ('República de les Filipines'), escrita en lletres majúscules de sable.

## Versions de l'escut

Versió de l'escut filipí sense l'àguila i el lleó

La llegenda que figura a l'escut ha patit diverses modificacions des de la independència de l'arxipèlag, el 1946. Fins al 1972, sota la dictadura de Ferdinand Marcos, figurava la denominació oficial del país en anglés (Republic of the Philippines). Des del 1979 fins al 1986, va portar escrit el lema Isang bansa Isang diwa ('Una nació, un esperit'). En produir-se el derrocament de Marcos, es va canviar de nou la divisa i es va adoptar la versió actual.
El 1998 es va aprovar una llei que comporta l'eliminació de les particions en què figuren l'àguila nord-americana i el lleó espanyol. La nova modificació no ha entrat en vigor, ja que està pendent d'una ratificació per part del poble filipí a través d'un referèndum nacional, tal com establix la Constitució.